# RAB杯カラオケ選手権大会
RAB杯カラオケ選手権大会（アールエービーはいカラオケせんしゅけんたいかい）は、不定期で放送される青森放送のラジオ番組である。

## 概要
放送時間は日曜日の9:00 - 9:55、16:00 - 17:00、18:05 - 19:00のいずれかで設定されている。放送がある日は、9時台もしくは18時台に放送の場合はレギュラー番組を休止、16時台に放送の場合は『良平のラジオにおいでよ!!』を短縮して放送する。競輪中継がある場合は30分間で放送される事もある。冬季は原則として大会を含め番組は休止するが、例外として正月に行うこともある。
内容は一般出場者のカラオケ大会と地元を基盤に活動する演歌歌手の楽曲披露で構成される。青森県内で大きなイベントがあると開催される。出場者も40代～60代が多く、演歌や歌謡曲が中心であるが、まれに自作曲で出場する出場者もいる。
審査委員はイベントの主催者サイドとゲスト歌手・そして青森放送の支局長クラスが審査委員長を務める。

## 主な開催地とイベント名
※出典のみられる主な開催地とイベントである。
- 弘前市「岩木山神社 お山参詣」（2006年9月20日[1]、2013年9月3日[2]）
- 五所川原市「県立芦野公園 金木桜まつり」（2009年5月4日[3]）
- 平川市「白岩まつり」（2010年5月23日[4]）
- 風間浦村「ゆかい村海鮮どんぶりまつり・花火大会」（2011年8月20日[5]、2012年8月25日[6]）
- 西目屋村「暗門祭」（2011年9月18日[7]）
- むつ市「むつ桜まつり」（2010年5月5日[8]、2013年5月5日[9]、2014年5月5日[10]）